# Католика
Като̀лика (на италиански: Cattolica, на местен диалект Catòlga, Католъга) е град и община в Северна Италия, провинция Римини, регион Емилия-Романя. Разположен е на 11 m надморска височина. Населението на града е 16 899 души (към 2010 г.). Градът е важен летен курорт на брега на Адриатическо море.